# 马利塔市镇
马利塔市镇（俄语：Мальтинское муниципальное образование）是俄罗斯联邦伊尔库茨克州乌索利耶区所属的一个市镇。其下辖有1个居民点，行政中心为马利塔。据2016年统计，该市镇的人口为3175人。